# Птах-носоріг
Птах-носоріг (Anthracoceros) — рід птахів родини птахів-носорогів (Bucerotidae). Представники роду мешкають у Південно-Східній Азії.

## Класифікація
У роді описано 5 видів:
- Anthracoceros coronatus — птах-носоріг індійський
- Anthracoceros albirostris — птах-носоріг малабарський
- Anthracoceros malayanus — птах-носоріг чорний
- Anthracoceros marchei — птах-носоріг палаванський
- Anthracoceros montani — птах-носоріг сулуйський